# Dörömbözi Csilla
Dörömbözi Csilla (Székesfehérvár, 1981. április 14. –) labdarúgó, csatár. Jelenleg a Ferencvárosi TC labdarúgója.

## Pályafutása

### Klubcsapatban
2003-ig a Kőfém SC labdarúgója volt. A 2003–04-es idényben a Renova csapatában szerepelt. A következő idényben a László Kórház együtteséhez szerződött és itt mutatkozott be az élvonalban. A bajnokságban negyedik helyezést ért el a csapattal. 2005-ben a Ferencváros női csapatának alapító tagja volt. Rögtön az első idényben sikerült kiharcolni az első osztályba jutást. A 2008–09-es idényben 36 góllal csapata legjobb, a bajnokság harmadik góllövője volt.

## Sikerei, díjai
- Magyar bajnokság
  - 3.: 1999–00, 2008–09
- Magyar kupa
  - döntős: 2005